# Višnje (Czarnogóra)
Višnje (cyr. Вишње) – wieś w Czarnogórze, w gminie Kolašin. W 2003 roku liczyła 16 mieszkańców.